# Oxydia uniformis
Oxydia uniformis là một loài bướm đêm trong họ Geometridae.